# Eleições parlamentares europeias de 1987 no distrito de Évora
| Eleições parlamentares europeias de 1987 Distritos: Aveiro \| Beja \| Braga \| Bragança \| Castelo Branco \| Coimbra \| Évora \| Faro \| Guarda \| Leiria \| Lisboa \| Portalegre \| Porto \| Santarém \| Setúbal \| Viana do Castelo \| Vila Real \| Viseu \| Açores \| Madeira \| Estrangeiro |

## Resultados por concelho
Os resultados nos concelhos do Distrito de Évora foram os seguintes:

### Alandroal
| Partido                 | Partido                        | Votos | %               |
| ----------------------- | ------------------------------ | ----- | --------------- |
|                         | Coligação Democrática Unitária | 2 360 | 47,72 / 100,00  |
|                         | Partido Social Democrata       | 1 058 | 21,39 / 100,00  |
|                         | Partido Socialista             | 605   | 12,23 / 100,00  |
|                         | Partido Renovador Democrático  | 260   | 5,26 / 100,00   |
|                         | Centro Democrático Social      | 204   | 4,12 / 100,00   |
|                         | Partido da Democracia Cristã   | 80    | 1,62 / 100,00   |
|                         | União Democrática Popular      | 75    | 1,52 / 100,00   |
|                         | Outros (com menos de 1,00%)    | 140   | 2,84 / 100,00   |
| Votos Inválidos         | Votos Inválidos                | 164   | 3,32 / 100,00   |
| Total                   | Total                          | 4 946 | 100,00 / 100,00 |
| Eleitorado/Participação | Eleitorado/Participação        | 6 649 | 74,39 / 100,00  |

### Arraiolos
| Partido                 | Partido                         | Votos | %               |
| ----------------------- | ------------------------------- | ----- | --------------- |
|                         | Coligação Democrática Unitária  | 2 578 | 46,10 / 100,00  |
|                         | Partido Social Democrata        | 1 164 | 20,82 / 100,00  |
|                         | Partido Socialista              | 637   | 11,39 / 100,00  |
|                         | Centro Democrático Social       | 341   | 6,10 / 100,00   |
|                         | Partido Renovador Democrático   | 326   | 5,83 / 100,00   |
|                         | Movimento Democrático Português | 123   | 2,20 / 100,00   |
|                         | União Democrática Popular       | 75    | 1,34 / 100,00   |
|                         | Partido da Democracia Cristã    | 62    | 1,11 / 100,00   |
|                         | Outros (com menos de 1,00%)     | 159   | 2,85 / 100,00   |
| Votos Inválidos         | Votos Inválidos                 | 127   | 2,27 / 100,00   |
| Total                   | Total                           | 5 592 | 100,00 / 100,00 |
| Eleitorado/Participação | Eleitorado/Participação         | 7 024 | 79,61 / 100,00  |

### Borba
| Partido                 | Partido                          | Votos | %               |
| ----------------------- | -------------------------------- | ----- | --------------- |
|                         | Coligação Democrática Unitária   | 1 426 | 27,29 / 100,00  |
|                         | Partido Social Democrata         | 1 281 | 24,52 / 100,00  |
|                         | Partido Socialista               | 966   | 18,49 / 100,00  |
|                         | Partido Renovador Democrático    | 491   | 9,40 / 100,00   |
|                         | Centro Democrático Social        | 419   | 8,02 / 100,00   |
|                         | União Democrática Popular        | 103   | 1,97 / 100,00   |
|                         | Partido da Democracia Cristã     | 103   | 1,97 / 100,00   |
|                         | Partido Popular Monárquico       | 55    | 1,05 / 100,00   |
|                         | Partido Comunista (Reconstruído) | 54    | 1,03 / 100,00   |
|                         | Outros (com menos de 1,00%)      | 113   | 2,17 / 100,00   |
| Votos Inválidos         | Votos Inválidos                  | 214   | 4,10 / 100,00   |
| Total                   | Total                            | 5 225 | 100,00 / 100,00 |
| Eleitorado/Participação | Eleitorado/Participação          | 6 886 | 75,88 / 100,00  |

### Estremoz
| Partido                 | Partido                        | Votos  | %               |
| ----------------------- | ------------------------------ | ------ | --------------- |
|                         | Partido Social Democrata       | 3 600  | 32,76 / 100,00  |
|                         | Coligação Democrática Unitária | 2 487  | 22,63 / 100,00  |
|                         | Partido Socialista             | 1 666  | 15,16 / 100,00  |
|                         | Centro Democrático Social      | 1 115  | 10,15 / 100,00  |
|                         | Partido Renovador Democrático  | 971    | 8,84 / 100,00   |
|                         | Partido da Democracia Cristã   | 182    | 1,66 / 100,00   |
|                         | Partido Popular Monárquico     | 147    | 1,34 / 100,00   |
|                         | União Democrática Popular      | 129    | 1,17 / 100,00   |
|                         | Outros (com menos de 1,00%)    | 334    | 3,05 / 100,00   |
| Votos Inválidos         | Votos Inválidos                | 358    | 3,26 / 100,00   |
| Total                   | Total                          | 10 989 | 100,00 / 100,00 |
| Eleitorado/Participação | Eleitorado/Participação        | 14 577 | 75,39 / 100,00  |

### Évora
| Partido                 | Partido                        | Votos  | %               |
| ----------------------- | ------------------------------ | ------ | --------------- |
|                         | Coligação Democrática Unitária | 8 521  | 27,56 / 100,00  |
|                         | Partido Social Democrata       | 8 517  | 27,55 / 100,00  |
|                         | Partido Socialista             | 5 323  | 17,22 / 100,00  |
|                         | Centro Democrático Social      | 2 809  | 9,09 / 100,00   |
|                         | Partido Renovador Democrático  | 2 743  | 8,87 / 100,00   |
|                         | Partido Popular Monárquico     | 836    | 2,70 / 100,00   |
|                         | União Democrática Popular      | 363    | 1,17 / 100,00   |
|                         | Outros (com menos de 1,00%)    | 1 085  | 3,51 / 100,00   |
| Votos Inválidos         | Votos Inválidos                | 721    | 2,33 / 100,00   |
| Total                   | Total                          | 30 918 | 100,00 / 100,00 |
| Eleitorado/Participação | Eleitorado/Participação        | 42 066 | 73,50 / 100,00  |

### Montemor-o-Novo
| Partido                 | Partido                        | Votos  | %               |
| ----------------------- | ------------------------------ | ------ | --------------- |
|                         | Coligação Democrática Unitária | 6 569  | 48,58 / 100,00  |
|                         | Partido Social Democrata       | 2 601  | 19,24 / 100,00  |
|                         | Partido Socialista             | 1 857  | 13,73 / 100,00  |
|                         | Centro Democrático Social      | 690    | 5,10 / 100,00   |
|                         | Partido Renovador Democrático  | 688    | 5,09 / 100,00   |
|                         | Partido da Democracia Cristã   | 220    | 1,63 / 100,00   |
|                         | Partido Popular Monárquico     | 173    | 1,28 / 100,00   |
|                         | União Democrática Popular      | 162    | 1,20 / 100,00   |
|                         | Outros (com menos de 1,00%)    | 260    | 1,92 / 100,00   |
| Votos Inválidos         | Votos Inválidos                | 302    | 2,23 / 100,00   |
| Total                   | Total                          | 13 522 | 100,00 / 100,00 |
| Eleitorado/Participação | Eleitorado/Participação        | 16 542 | 81,74 / 100,00  |

### Mora
| Partido                 | Partido                        | Votos | %               |
| ----------------------- | ------------------------------ | ----- | --------------- |
|                         | Coligação Democrática Unitária | 2 058 | 43,71 / 100,00  |
|                         | Partido Social Democrata       | 1 170 | 24,85 / 100,00  |
|                         | Partido Socialista             | 515   | 10,94 / 100,00  |
|                         | Centro Democrático Social      | 324   | 6,88 / 100,00   |
|                         | Partido Renovador Democrático  | 217   | 4,61 / 100,00   |
|                         | União Democrática Popular      | 88    | 1,87 / 100,00   |
|                         | Partido da Democracia Cristã   | 70    | 1,49 / 100,00   |
|                         | Partido Popular Monárquico     | 54    | 1,15 / 100,00   |
|                         | Outros (com menos de 1,00%)    | 96    | 2,04 / 100,00   |
| Votos Inválidos         | Votos Inválidos                | 116   | 2,46 / 100,00   |
| Total                   | Total                          | 4 708 | 100,00 / 100,00 |
| Eleitorado/Participação | Eleitorado/Participação        | 5 844 | 80,56 / 100,00  |

### Mourão
| Partido                 | Partido                           | Votos | %               |
| ----------------------- | --------------------------------- | ----- | --------------- |
|                         | Partido Social Democrata          | 624   | 34,06 / 100,00  |
|                         | Coligação Democrática Unitária    | 358   | 19,54 / 100,00  |
|                         | Partido Socialista                | 337   | 18,40 / 100,00  |
|                         | Partido Renovador Democrático     | 178   | 9,72 / 100,00   |
|                         | Centro Democrático Social         | 144   | 7,86 / 100,00   |
|                         | União Democrática Popular         | 25    | 1,36 / 100,00   |
|                         | Partido da Democracia Cristã      | 24    | 1,31 / 100,00   |
|                         | Partido Socialista Revolucionário | 23    | 1,26 / 100,00   |
|                         | Outros (com menos de 1,00%)       | 49    | 2,67 / 100,00   |
| Votos Inválidos         | Votos Inválidos                   | 70    | 3,82 / 100,00   |
| Total                   | Total                             | 1 832 | 100,00 / 100,00 |
| Eleitorado/Participação | Eleitorado/Participação           | 2 740 | 66,86 / 100,00  |

### Portel
| Partido                 | Partido                        | Votos | %               |
| ----------------------- | ------------------------------ | ----- | --------------- |
|                         | Coligação Democrática Unitária | 2 244 | 47,12 / 100,00  |
|                         | Partido Social Democrata       | 954   | 20,03 / 100,00  |
|                         | Partido Socialista             | 742   | 15,58 / 100,00  |
|                         | Centro Democrático Social      | 174   | 3,65 / 100,00   |
|                         | Partido Renovador Democrático  | 171   | 3,59 / 100,00   |
|                         | Partido da Democracia Cristã   | 72    | 1,51 / 100,00   |
|                         | União Democrática Popular      | 70    | 1,47 / 100,00   |
|                         | Outros (com menos de 1,00%)    | 173   | 3,63 / 100,00   |
| Votos Inválidos         | Votos Inválidos                | 162   | 3,40 / 100,00   |
| Total                   | Total                          | 4 762 | 100,00 / 100,00 |
| Eleitorado/Participação | Eleitorado/Participação        | 6 571 | 72,47 / 100,00  |

### Redondo
| Partido                 | Partido                           | Votos | %               |
| ----------------------- | --------------------------------- | ----- | --------------- |
|                         | Coligação Democrática Unitária    | 1 691 | 36,16 / 100,00  |
|                         | Partido Social Democrata          | 1 041 | 22,26 / 100,00  |
|                         | Partido Socialista                | 693   | 14,82 / 100,00  |
|                         | Partido Renovador Democrático     | 460   | 9,84 / 100,00   |
|                         | Centro Democrático Social         | 287   | 6,14 / 100,00   |
|                         | Partido Popular Monárquico        | 103   | 2,20 / 100,00   |
|                         | Partido da Democracia Cristã      | 68    | 1,45 / 100,00   |
|                         | União Democrática Popular         | 64    | 1,37 / 100,00   |
|                         | Partido Socialista Revolucionário | 55    | 1,18 / 100,00   |
|                         | Outros (com menos de 1,00%)       | 85    | 1,81 / 100,00   |
| Votos Inválidos         | Votos Inválidos                   | 129   | 2,76 / 100,00   |
| Total                   | Total                             | 4 676 | 100,00 / 100,00 |
| Eleitorado/Participação | Eleitorado/Participação           | 6 707 | 69,72 / 100,00  |

### Reguengos de Monsaraz
| Partido                 | Partido                        | Votos | %               |
| ----------------------- | ------------------------------ | ----- | --------------- |
|                         | Partido Socialista             | 1 715 | 26,08 / 100,00  |
|                         | Coligação Democrática Unitária | 1 682 | 25,58 / 100,00  |
|                         | Partido Social Democrata       | 1 544 | 23,48 / 100,00  |
|                         | Partido Renovador Democrático  | 498   | 7,57 / 100,00   |
|                         | Centro Democrático Social      | 465   | 7,07 / 100,00   |
|                         | Partido da Democracia Cristã   | 116   | 1,76 / 100,00   |
|                         | União Democrática Popular      | 98    | 1,49 / 100,00   |
|                         | Partido Popular Monárquico     | 81    | 1,23 / 100,00   |
|                         | Outros (com menos de 1,00%)    | 186   | 2,83 / 100,00   |
| Votos Inválidos         | Votos Inválidos                | 190   | 2,89 / 100,00   |
| Total                   | Total                          | 6 575 | 100,00 / 100,00 |
| Eleitorado/Participação | Eleitorado/Participação        | 9 339 | 70,40 / 100,00  |

### Vendas Novas
| Partido                 | Partido                        | Votos | %               |
| ----------------------- | ------------------------------ | ----- | --------------- |
|                         | Coligação Democrática Unitária | 2 507 | 35,33 / 100,00  |
|                         | Partido Social Democrata       | 1 850 | 26,07 / 100,00  |
|                         | Partido Socialista             | 1 095 | 15,43 / 100,00  |
|                         | Centro Democrático Social      | 618   | 8,71 / 100,00   |
|                         | Partido Renovador Democrático  | 419   | 5,91 / 100,00   |
|                         | Partido Popular Monárquico     | 114   | 1,61 / 100,00   |
|                         | União Democrática Popular      | 80    | 1,13 / 100,00   |
|                         | Partido da Democracia Cristã   | 79    | 1,11 / 100,00   |
|                         | Outros (com menos de 1,00%)    | 144   | 2,03 / 100,00   |
| Votos Inválidos         | Votos Inválidos                | 189   | 2,66 / 100,00   |
| Total                   | Total                          | 7 095 | 100,00 / 100,00 |
| Eleitorado/Participação | Eleitorado/Participação        | 9 077 | 78,16 / 100,00  |

### Viana do Alentejo
| Partido                 | Partido                         | Votos | %               |
| ----------------------- | ------------------------------- | ----- | --------------- |
|                         | Coligação Democrática Unitária  | 1 634 | 42,76 / 100,00  |
|                         | Partido Social Democrata        | 766   | 20,05 / 100,00  |
|                         | Partido Socialista              | 615   | 16,10 / 100,00  |
|                         | Partido Renovador Democrático   | 168   | 4,40 / 100,00   |
|                         | Centro Democrático Social       | 152   | 3,98 / 100,00   |
|                         | Partido da Democracia Cristã    | 76    | 1,99 / 100,00   |
|                         | União Democrática Popular       | 71    | 1,86 / 100,00   |
|                         | Movimento Democrático Português | 41    | 1,07 / 100,00   |
|                         | Outros (com menos de 1,00%)     | 128   | 3,35 / 100,00   |
| Votos Inválidos         | Votos Inválidos                 | 170   | 4,45 / 100,00   |
| Total                   | Total                           | 3 821 | 100,00 / 100,00 |
| Eleitorado/Participação | Eleitorado/Participação         | 5 019 | 76,13 / 100,00  |

### Vila Viçosa
| Partido                 | Partido                        | Votos | %               |
| ----------------------- | ------------------------------ | ----- | --------------- |
|                         | Partido Social Democrata       | 1 660 | 30,86 / 100,00  |
|                         | Coligação Democrática Unitária | 1 568 | 29,15 / 100,00  |
|                         | Partido Socialista             | 897   | 16,68 / 100,00  |
|                         | Centro Democrático Social      | 365   | 6,79 / 100,00   |
|                         | Partido Renovador Democrático  | 352   | 6,54 / 100,00   |
|                         | Partido Popular Monárquico     | 87    | 1,62 / 100,00   |
|                         | Partido da Democracia Cristã   | 81    | 1,51 / 100,00   |
|                         | Outros (com menos de 1,00%)    | 201   | 3,74 / 100,00   |
| Votos Inválidos         | Votos Inválidos                | 168   | 3,12 / 100,00   |
| Total                   | Total                          | 5 379 | 100,00 / 100,00 |
| Eleitorado/Participação | Eleitorado/Participação        | 7 002 | 76,82 / 100,00  |